# Vieux cinéma à Novi Sad
Le vieux cinéma de Novi Sad (en serbe cyrillique : Комплекс старог биоскопа у Новом Саду ; en serbe latin : Kompleks starog bioskopa u Novom Sadu) est situé à Novi Sad, la capitale de la province autonome de Voïvodine, en Serbie. En raison de sa valeur patrimoniale, il est inscrit sur la liste des monuments culturels protégés de la République de Serbie (identifiant n° SK 1529).